# Michael Tritscher
Michael Tritscher (* 6. November 1965 in Schladming) ist ein ehemaliger österreichischer Skirennläufer.

## Biografie
Tritscher besuchte die Skihandelsschule Schladming, wurde zum Kaufmann ausgebildet und ist staatlich geprüfter Skilehrer und Skiführer. Am Beginn seiner Karriere versuchte er sich, weniger erfolgreich, in allen Disziplinen. Erst als er sich auf den Slalom spezialisierte, stellten sich Erfolge ein. Im März 1987 erreichte Tritscher bei seinem ersten Weltcuprennen, dem Slalom von Sarajevo, den 11. Platz. Seine Premiere in den „Top Ten“ war Rang 8 am 6. Dezember 1988 beim Slalom in Sestriere und wenige Tage später (11. Dezember) erreichte er (Start-Nr. 25) in Madonna di Campiglio mit Rang 3 erstmals das Podest. In den folgenden Jahren konnte er im Weltcup drei Siege feiern, insgesamt verzeichnete er zwölfmal einen Podestrang. 1995 wurde er Zweiter im Slalomweltcup.
Den größten Erfolg seiner Karriere feierte er bei den Olympischen Winterspielen 1992 in Albertville mit dem Gewinn der Bronzemedaille im Slalom.
Im Sommer 1998 musste Tritscher seine Karriere verletzungsbedingt beenden.

## Weltcupsiege
| Datum             | Ort          | Land     | Disziplin |
| ----------------- | ------------ | -------- | --------- |
| 2. März 1991      | Lillehammer  | Norwegen | Slalom    |
| 19. Februar 1995  | Furano       | Japan    | Slalom    |
| 19. November 1995 | Beaver Creek | USA      | Slalom    |